# Boborás
Boborás település Spanyolországban, Ourense tartományban. Boborás Beariz, O Irixo, O Carballiño, Leiro és Avión községekkel határos. Lakosainak száma 2199 fő (2024).

## Népesség
A település népessége az elmúlt években az alábbi módon változott:
| Lakosok száma | 3330 | 3214 | 3057 | 3001 | 2862 | 2617 | 2375 | 2285 | 2219 | 2199 |
|               | 2001 | 2004 | 2007 | 2009 | 2012 | 2014 | 2017 | 2019 | 2022 | 2024 |